# نابليون راما
نابليون "ناب" جينسون راما (27 يوليو 1923 - 10 يناير 2016) كان محاميًا وصحفيًا وكاتبًا فلبينيًا من مقاطعة سيبو ينتمي إلى شعب البيسان. نشرت كتاباته باللغتين الإنجليزية والإسبانية. كان نائب رئيس المؤتمر الدستوري خلال عام 1971 وزعيم اللجنة الدستورية لعام 1986. حصل على وسام جوقة الشرف الفلبيني من الرئيس بنيغنو آكينو في 2011، وهو أعلى تقدير في البلاد، برتبة قائد أكبر في الذكرى الخامسة والعشرين لثورة 1986.

## النشأة والحياة المهنية
نابليون هو ابن السياسي الفلبيني فيسنتي راما وكاتالينا جينسون، ولد في 27 يوليو 1923. تزوج من باز راموس وأنجبا خمسة أطفال وهم ليزا جريس، نابليون جونيور، ما جينا ليندا، ما باميلا ورونالد. التحق بجامعة سان كارلوس وكان رئيس تحرير الصحيفة المدرسية وأصبح محاميًا في 26 يناير 1952. حصل على جائزة «الخريج الأكثر تميزًا في جامعة سان كارلوس»، وجائزة نينوي أكينو التذكارية في 1990، وجائزة بريميو زوبيل 1992، أقدم جائزة أدبية إسبانية في البلاد. خلال الذكرى الخامسة والعشرين لثورة EDSA في عام 2011، منحه الرئيس بنينو سيميون أكينو وسام جوقة الشرف الفلبيني برتبة قائد أكبر.

### الصحافة
حصل على جائزة «صحفي العام» عام 1959، وعمل في نشرة فيلادلفيا في الولايات المتحدة وكان رئيس تحرير صحيفة إل أوبسيرفاتوريو، وهي صحيفة إسبانية في سيبو. وكان ناشرًا لنشرة مانيلا وكاتبًا لمجلة الأحد الدورية، بانوراما الفلبين، بدءًا من عام 1987 حتى تقاعده عن عمر يناهز 83 عامًا في عام 2007.
كما صدر له كتاب وقت في حياة فلبيني الذي وثق إدارة الرئيس الراحل كورازون أكينو، وكان رئيسًا لنادي مانيلا للصحافة الخارجية (MOPC) مرتين.
كتب موضوعات مختلفة بصفته كاتب سياسي، بما في ذلك المقالات الاستقصائية حول الإقرارات الضريبية للمسؤولين المنتخبين، والمشاكل الاجتماعية، وقصص الأحكام العرفية. وكان معروفًا أيضًا بدعوته لاستخدام اللغة الإنجليزية كوسيلة للتعليم.

### السياسة
شغل منصب مندوب ونائب رئيس المؤتمر الدستوري لعام 1971، وكان جزءًا من المجموعة التي بدأت قرار حظر ماركوس الذي منع فرديناند ماركوس وزوجته إيميلدا من المشاركة إبّان افتتاحه في 1 يونيو 1971. سُجِن في ذروة الأحكام العرفية في الفلبين، في فورت بونيفاسيو عام 1972. ومن بين الشخصيات الأخرى التي اُعتقلت بنينو أكينو جونيور، ورامون ميترا جونيور، وفرانسيسكو رودريغو.
أسس مع صديقه بينينو أكينو جونيور الحزب السياسي Lakas ng Bayan والمخصر باسم (LABAN) ضد كيلوسانغ باجونج ليبونان (KBL) المدعوم من ماركوس. ترشح في عام 1978 لانتخابات باتاسانغ بامبانسا المؤقتة وخسر إذ هيمن عليها مرشحو KBL.
عُيِّن بعد ثورة قوة الشعب والمعروفة باسم EDSA، من قبل الرئيسة آنذاك كورازون أكينو مندوبًا للجنة الدستورية التي صاغت دستور الفلبين لعام 1987 وأصبح رئيسًا للجنة.

## الجوائز والتقدير
- وسام جوقة الشرف الفلبيني 2011 (رتبة قائد أكبر)
- 1959 صحفي العام في الولايات المتحدة[14]
- 1990 جائزة نينوي أكينو التذكارية
- 1992 بريميو زوبل
- أبرز خريجي جامعة سان كارلوس في سيبو

## المؤلفات
- وقت في حياة فلبيني (9 سبتمبر 2008)

## الوفاة
أُدخل مستشفى سانت لوك في مدينة كويزون بسبب مرض السكري والالتهاب الرئوي وتوفي في 10 يناير 2016.